# دستگاه رابط شبکه

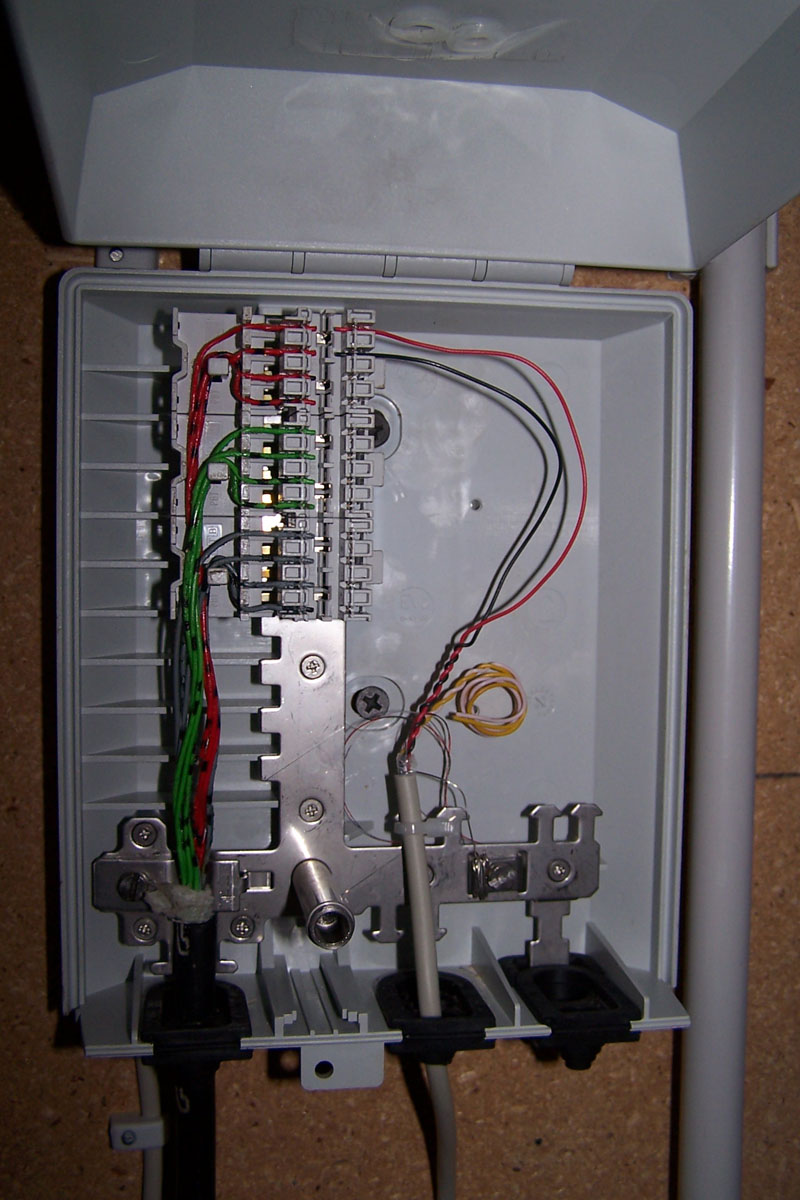
دستگاه رابط شبکه

در مخابرات، دستگاه رابط شبکه (انگلیسی: Network interface device) (مخفف انگلیسی: NID)، که با نام‌های متعدد دیگری نیز شناخته می‌شود. یک دستگاه است که به عنوان یک نقطه مرزی بین حلقهٔ محلی مرکز و سیم‌کشی محل مشتری عمل می‌کند. دستگاه رابط شبکه تلفن خارج از منزل امکان دسترسی به سیم‌کشی ایستگاه را نیز برای مشترک فراهم کرده و به عنوان یک نقطهٔ آزمایش مناسب برای تأیید درستی و یکپارچگی حلقه عمل می‌کند.

## نامگذاری
عموماً دستگاه رابط شبکه با عنوانهای واحد ارتباط شبکه (مخفف انگلیسی: NIU)، رابط شبکه تلفن (مخفف انگلیسی: TNI)، رابط شبکه سیستم (مخفف انگلیسی: SNI) یا جعبه شبکه تلفن نیز شناخته می‌شود.

در شبکه ملی باند پهن استرالیا نام دستگاه پایان‌دهنده شبکه برای دستگاه رابط شبکه استفاده می‌شود.

جک هوشمند یک نوع دستگاه رابط شبکه است که قابلیتهایش فراتر از یک ارتباط الکتریکی ساده، از جمله امکان عیب‌یابی است.

پایانه شبکه نوری (مخفف انگلیسی: ONT) یک نوع دستگاه رابط شبکه است که در سیستم‌های  فیبر به محل استفاده می‌شود.

## خاتمه سیم‌کشی
ساده‌ترین دستگاه‌های رابط شبکه اساساً یک مجموعه تخصصی از پایانه‌های الکتریکی هستند. آنها معمولاً به شکل یک جعبه کوچک مقاوم در برابر هوا هستند که در خارج از ساختمان نصب می‌شوند. خط تلفن از شرکت تلفن به دستگاه رابط شبکه وارد شده و به یک سمت آن متصل می‌شود. مشتری سیم‌کشی خود را به سمت دیگر آن متصل می‌کند. امکان دارد یک محفظه دستگاه رابط شبکه شامل یک یا چند قطعه خط انتقال باشد.

در نقش نقطه مرزی (خط جداساز)، دستگاه رابط شبکه تجهیزات شرکت تلفن را از تجهیزات و سیم‌کشی مشتری جدا می‌کند. شرکت تلفن مالک خود دستگاه رابط شبکه و تمام سیم‌کشی‌های موجود در آن است. هر آنچه بعد از دستگاه رابط شبکه باشد، بر عهده مشتری است. برای تسهیل این کار، معمولاً یک جک آزمایش درون دستگاه رابط شبکه قرار دارد. با استفاده از جک آزمایش سیم‌کشی محل مشتری از شبکه تلفن عمومی جدا می‌شود و این امکان برای مشتری وجود دارد که یک تلفن «شناخته شده» به جک متصل کند تا مشکلات آن به صورت جداگانه شناسایی شود. اگر تلفن در جک آزمایش درست کار کند، مشکل از سیم‌کشی مشتری است و تعمیرات به عهدهٔ مشتری خواهدبود. اگر تلفن کار نکند، مشکل از خط بوده و تعمیرات به عهدهٔ شرکت است.

اکثر دستگاه‌های رابط شبکه شامل محافظ‌های مدار، محافظ‌های برق برای خط تلفن، نیز هستند. آنها از سیم‌کشی مشتری، تجهیزات و پرسنل در مقابل انرژی گذرا از خط مانند برخورد صاعقه به تیر تلفن، محافت می‌کنند.

دستگاه‌های رابط شبکه ساده منطق دیجیتال ندارند و به اصطلاح دستگاه گنگ هستند. قابلیت آن‌ها بیشتر از خاتمه سیم‌کشی، محافظت مدار و ایجاد مکانی برای اتصال تجهیزات آزمایش نیست.

## جک هوشمند
چندین نوع دستگاه‌های رابط شبکه امکاناتی فراتر از یک پایانه برای اتصالات الکتریکی دارند. از آن جا که این گونه دستگاه‌های رابط شبکه بر خلاف انواع ساده آن که تنها یک وسیله سیم‌کشی الکتریکی هستند، دارای هوشمندی نیز می‌باشند، که جک هوشمند یا دستگاه رابط شبکه هوشمند نیز نامیده می‌شوند. جک‌های هوشمند معمولاً برای خدمات پیچیده مخابرات از جمله خطوط T1 استفاده می‌شوند. به‌طور کلی، خطوط تلفن سنتی آنالوگ نمی‌توانند به جک هوشمند تجهیز شوند.
بر خلاف اسم ساده جک‌های هوشمند، عملکرد اکثر آن‌ها خیلی بیشتر از یک جک ساده تلفن است. یک فرم متداول برای جک‌های هوشمند به صورت یک برد مدار چاپی بوده که به وسیله یک صفحه رویی به یک لبه محفظه وصل شده‌است.

## پایانه شبکه نوری
در سیستم‌های فیبر به محل، سیگنال توسط فناوری فیبر نوری به محل مشتری منتقل می‌شود. بر خلاف اکثر فناوری‌های متداول تلفن، این روش برای تجهیزات محلی برق تأمین نمی‌کند و برای اتصال مستقیم به تجهیزات مشتری مناسب نیست. یک پایانه شبکه نوری برای پایان دادن به خط فیبر نوری و دی‌مالتی‌پلکس کردن سیگنال‌ها به بخش‌های مختلف (صدا تلفن، تلویزیون و اتصال به اینترنت) و تأمین برق برای تلفن‌های مشتری، استفاده می‌شود. از آنجا که پایانه شبکه نوری (ONT) باید برق خود را از منبع تغذیه محلی مشتری تأمین کند، بسیاری از آنها یک باتری پشتیبانی برای ادامه کار در مواقع قطعی برق دارند.